# Strumica (kommun)
Strumica (makedonska: Струмица) är en kommun i Nordmakedonien. Den ligger i den östra delen av landet, 120 km sydost om huvudstaden Skopje. Antalet invånare är 54 676. Arean är 321 kvadratkilometer.
Följande samhällen finns i Strumica:
- Strumica
- Murtino
- Bansko
- Veljusa